# 虚拟战场系统
虚拟战场空间（Virtual Battle Space，簡稱 VBS或VBS1）是波希米亞互動工作室為國家軍事训练及教导指挥而開發的一款战术训练使用的3D軟件，作為一款國家軍用战术训练軟件，只供給國家軍事組織使用，不是作民用娱乐的，应用范围当今美军及许多北约国家正规部队及军事组织的专业军事训练，虚拟战场系统的操作玩法都是以民用娛樂的武裝突襲以及閃點行動大至一樣，只是比這兩款遊戲的內容較專業化以及沒有關卡任務內容。虚拟战场系统應該也可以算是一隻武裝突襲以及閃點行動的遊戲，內容比较专业化版的軍用战术训练遊戲。
虚拟战场系统软件发行时间為2002年。在一些中國以及外國網站亦有流傳軟體的BT下載。

## 多人連線
虛擬戰場系統與民用娛樂的武裝突襲也可以多人聯機，是能夠支持32人以上的聯機連線對戰。

## 任务编辑器

编辑器

同樣虛擬戰場系統是自帶任务编辑器，创建、编辑、保存以及修改战斗不同任务，编辑不同武器、載具、单位类型、战术、活跃程度以及也可以配置电脑AI。

## 國家軍事部門购买并使用VBS軟件列表（2003年資料）
- 澳大利亚国防军
- 加拿大军队
- 综合环境训练中心魁北克陆军
- 魁北克陆军模拟作战中心
- 以色列国防军
- 新西兰国防军
- 荷兰皇家军队陆军机动学院
- 英国国防部
- 美国加州圣塔克雷利塔峡谷学院
- 美国约翰肯尼迪特种作战中心及特种作战学校
- 美国国民警卫队
- 美国南卡罗来纳州国民警卫队
- 美国海岸警卫队
- 美国海军陆战队
- 美国海军陆战队第一远征军
- 美国海军陆战队第二远征军
- 美国海军陆战队环境模拟训练开发中心
- 美国海军陆战队陆军学校
- 美国海军陆战队训练及教导指挥中心
- 美国海军军官学校
- 美国特勤局
- 美国军事学院（西点军校）

## 参看
- 虛擬戰場系統2
- 闪点行动
- 闪点行动：龙之崛起
- 武装突袭